# Kanon (muzyka)

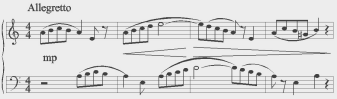
Przykład prostego kanonu, Cornelius Gurlitt (fragment)

Kanon (z łac. canon – prawidło, norma), znany też do XVII w. jako fuga, to najstarsza technika polifoniczna, oparta na imitacji ścisłej, która polega na tym, że melodię głosu prowadzącego, czy też tematu (guida, później proposta, dux), imituje (powtarza) odpowiedź (conseguente, riposta, comes) w drugim i ewentualnie kolejnych głosach. Imitacja może być wprowadzona w poszczególnych głosach z opóźnieniem jednakowym lub różnym, albo – w szczególnych wypadkach – bez opóźnienia. Kanon to również nazwa utworu opartego na tej technice.
Głosy imitujące melodię mogą powtarzać ją bez żadnych zmian (kanon w unisonie lub oktawie w ruchu prostym, bez zmian rytmicznych – najbardziej pierwotna i najprostsza forma kanonu), ale mogą być też w różny sposób przekształcane według ścisłych reguł kontrapunktycznych. Zgodnie z tym wyróżnia się kanony:
- w różnym stosunku interwałowym (we wszystkich możliwych interwałach; w kanonach o liczbie głosów większej niż dwa każdy głos może prowadzić imitację w innym interwale);
- w różnym stosunku rytmicznym: w augmentacji (canon per augmentationem – z powiększeniem wartości rytmicznych: dwukrotnym (najczęściej), trzykrotnym itd.), w dyminucji (canon per diminutionem – ze zmniejszeniem wartości rytmicznych: dwukrotnym, trzykrotnym itd.). W tego typu kanonach poszczególne głosy mogą wchodzić z opóźnieniem lub zaczynać się równocześnie. Przy liczbie głosów większej niż dwa augmentacja i dyminucja może też występować równocześnie w różnych głosach, a także stosować równocześnie zmiany rytmiczne w różnych stosunkach (np. 1 : 2 + 1 : 4);
- z zastosowaniem różnych techniki imitacyjnych, jak inwersja (canon per motum contrarium – głosy poruszają się w ruchu przeciwnym) czy ruch wsteczny albo rak czy retrogradacja (canon cancrizans – jeden głos wykonywany jest od przodu, drugi od tyłu);
  - kanon lustrzany (zwierciadlany) jest szczególną odmianą kanonu w inwersji, w którym głosy poruszające się w ruchu przeciwnym zaczynają się równocześnie, tworząc swoje lustrzane odbicie;
  - kanon stołowy wykorzystuje równocześnie inwersję i rak, dzięki czemu siedzący naprzeciw siebie wykonawcy czytają z jednej kartki leżącej na stole tę samą linię melodyczną; na początku i na końcu pięciolinii mogą być też zastosowane różne klucze, dzięki czemu dodatkowo może zmienić się stosunek interwałowy głosów;
- stosujące połączenie różnych technik, w tym wykorzystujące głosy, które nie są prowadzone imitacyjnie.

Ze względu na liczbę tematów wyróżnia się:
- kanony pojedyncze, w których występuje jeden temat – musi mieć przynajmniej dwa głosy;
- kanony grupowe (symultaniczne) – kanony podwójne, potrójne itd., w których występują dwa (trzy itd.) tematy i różna liczba ich odpowiedzi; jest to więc zestawienie dwóch lub więcej kanonów dwu- lub wielogłosowych w jedną konstrukcję wertykalną.

Ze względu na strukturę harmoniczną wyróżnia się kanony spiralne, zwane też okrężnymi czy modulującymi (canon per tonos), w których w trakcie przebiegu utworu dokonują się przejścia (modulacje) przez różne skale czy tonacje – aż do przejścia przez wszystkie tonacje i zamknięcie się całego koła kwintowego.
Ze względu na strukturę interwałową pomiędzy tematem i odpowiedzią:
- kanony ścisły – odpowiedź powtarza ściśle wszystkie interwały tematu;
- kanon swobodny – imitowane interwały są powtarzane co do wielkości, a nie koniecznie co do jakości np. 6m może być zastąpiona 6<.

Ze względu na sposób zakończenia utworu wyróżnia się:
- kanon prosty (zamknięty) – o jednym zakończeniu, które może być też krótką codą, w której kompozytor odstępuje od ścisłej imitacji;
- kanon kołowy (canon perpetuus) – który można powtarzać w nieskończoność.

Ze względu na sposób notacji można wyróżnić:
- kanony, w których wszystkie głosy zostały w całości zanotowane przez kompozytora;
- kanony, w których został zanotowany tylko jeden lub niektóre głosy oraz podane zostały wskazówki, jak wykonać głosy pozostałe (np. wskazane miejsce wejścia poszczególnych odpowiedzi, podane klucze, w jakich należy odczytywać kolejne odpowiedzi itp.);
- kanony enigmatyczne (canon aenigmaticus) – zagadka muzyczna dla wykonawców, którzy muszą rozszyfrować miejsce wejścia poszczególnych głosów oraz rodzaj technik kontrapunktycznych, jakie należy zastosować przy wykonaniu utworu.

Technika kanoniczna może być też podstawą tworzenia innych form, jak np. fuga, wariacje, formy ostinatowe oparte na stałym basie, przygrywki chorałowe oparte na cantus firmus, madrygał, quodlibet itp. Technika ta w przeróżnych odmianach była też wykorzystywana do tworzenia form cyklicznych, jak np. msza. Kanon może też stanowić jedną z warstw utworu, w którym inne głosy rozwijają się swobodnie, tworząc np. jego dopełnienie harmoniczne.
Szczególną formą kanonu jest kanon rytmiczny, w którym imitacji podlega tylko warstwa rytmiczna, niezależnie od warstwy melodycznej i harmonicznej, która może być rozwijana swobodnie lub zostać pominięta (np. w utworach na instrumenty perkusyjne o nieokreślonej wysokości dźwięku).
Przykładem współczesnej popularyzacji kanonów wokalnych w środowiskach chrześcijańskich i ekumenicznych są kanony sakralne z Taizé (jednak z drugiej strony powszechne jest błędne nazywanie „kanonami” wszystkich śpiewów z Taizé, choć większość z nich nie jest kanonami, ale krótkimi formami repetycyjnymi; w rezultacie pojęcie kanonu traci w szerokim odbiorze swoje właściwe znaczenie).